# Province de Jerada
La province de Jerada (ou Jérada)(en tamazight ⵊⵔⴰⴷⴰ, en arabe : جرادة) est une subdivision à dominante rurale de la région marocaine de l'Oriental.

## Géographie

### Situation
La province de Jerada s'étend sur 9 300 km2 au nord-est du pays. Elle est délimitée :
- au nord par la préfecture d'Oujda-Angad (région de l'Oriental) ;
- à l'est par l'Algérie ;
- au sud par la province de Figuig (région de l'Oriental) ;
- à l'ouest par la province de Taourirt (région de l'Oriental).

### Urbanisme
La province de Jerada comporte cinq villes : les municipalités de Jerada, d'Aïn Bni Mathar et de Touissit, ainsi que Sidi Boubker (centre urbain de la commune rurale du même nom) et Oued Heïmer (centre urbain de la commune rurale de Tiouli).

## Histoire
La province de Jerada a été créée en 1994.

## Démographie
| 117 696                                               | 105 840 | 97 047 |
| 1994, 2004 : recensement officiel ; 2012 : projection |         |        |

| Villes         | Population en 1994 | Population en 2004 |
| -------------- | ------------------ | ------------------ |
| Jerada         | 59 294             | 43 916             |
| Ain Bni Mathar | 10 532             | 13 526             |
| Touissit       | 4 638              | 3 429              |
| Sidi Boubker   | 2 426              | 1 942              |
| Oued Heimer    | 2 395              | 1 997              |

## Découpage territorial
Selon la liste des cercles, des caïdats et des communes de 2008, telle que modifiée en 2011, la province de Jerada est composée de 14 communes dont :
- 3 communes urbaines (ou municipalités) : Jerada, le chef-lieu, Aïn Bni Mathar et Touissit ;
- 11 communes rurales rattachées à 7 caïdats, eux-mêmes rattachés à 2 cercles :
  - cercle de Jerada-Banlieue :
    - caïdat de Bni Yaala : Laaouinate et Guenfouda,
    - caïdat de Gafaït : Gafaït et Lebkata,
    - caïdat de Touissit Boubker : Ras Asfour et Sidi Boubker,
    - caïdat de Tiouli : Tiouli ;

- - cercle d'Aïn Bni Mathar :

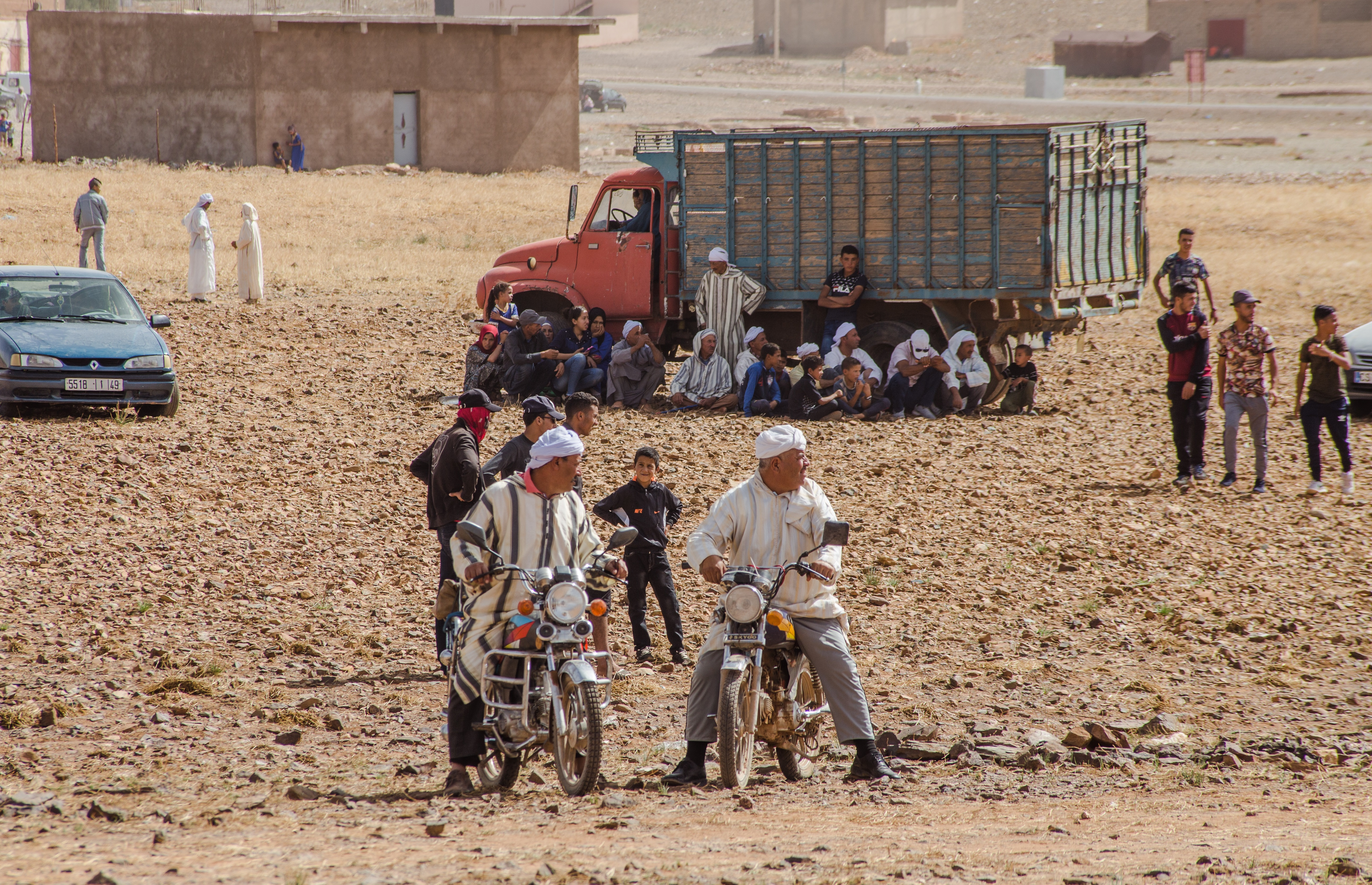
Transports dans le village d'Ouled Ghziyel.

    - caïdat de Bni Mathar : Bni Mathar,
    - caïdat d'Ouled Sidi Abdelhakem : Ouled Sidi Abdelhakem,
    - caïdat d'Ouled Sidi Ali : Mrija et Ouled Ghziyel.